# Salud Carbajal
Salud Carbajal, né le 18 novembre 1964 à Moroleón au Mexique, est un homme politique américain. Membre du Parti démocrate, il est élu à la Chambre des représentants des États-Unis pour le 24e district de Californie en 2016.